# ژنرال (فیلم ۱۹۲۶)
ژنرال یا جنرال(به انگلیسی: The General) یک فیلم کمدی-صامت به کارگردانی باستر کیتون و کلاید براکمن، ساخته شده در سال ۱۹۲۶ است که یکی از برترین آثار کیتون و حتی سینمای صامت به شمار می‌آید. بنیاد فیلم آمریکا در لیست ۱۰۰ سال... ۱۰۰ فیلم به انتخاب بفا (بازبینی ۲۰۰۷) این فیلم را به عنوان هجدهمین فیلم برتر تاریخ سینما برگزید. از بازیگران آن می‌توان به باستر کیتون و جو کیتون اشاره کرد.

## خلاصه داستان
در زمان جنگ داخلی آمریکا، جانی گری در زندگی اش دو عشق دارد: یکی لوکوموتیوی به نام ژنرال و دیگری دختری به نام آنابل لی. نیروهای نفوذی شمالی ژنرال را می‌دزدند و در حالی که آنابل لی در یکی از واگن‌هایش به جا مانده، آن را به طرف مناطق خودی می‌برند. جانی یک تنه به تعقیب لوکوموتیوش می‌رود تا ژنرال و آنابل لی را نجات دهد و...

## نگاه منتقدان
منتقدان سینمایی، این فیلم را یکی برترین فیلمهای ساخته شده تاکنون می‌دانند. در سال ۲۰۰۷ میلادی، بنیاد فیلم آمریکا فیلم «جنرال» را در ردهٔ هجدهم از فهرست ۱۰۰ سال... ۱۰۰ فیلم خود قرار داد. در سال ۱۹۸۹، کتابخانه کنگره این فیلم را «به لحاظ فرهنگی، تاریخی و زیبایی‌شناسی پُراهمیت» قلمداد کرده و آنرا جهت حفظ و نگهداری، در فهرست ملی ثبت فیلم ثبت کرد.
در سال ۲۰۰۲ میلادی که از منتقدان و فیلمسازان درباره «بهترین فیلمی که تاکنون ساخته شده است» نظرخواهی شد؛ راجر ایبرت آنرا در فهرست ۱۰ فیلم برتر خود اعلام نمود. این فیلم در فهرست آثار برتر سینما هم قرار دارد. وبسایت «سایلنت‌اِرا» (که به فیلم‌های صامت می‌پردازد) این فیلم را در فهرست ۱۰۰ فیلم برترِ دوران صامت آورده است.
لازم است ذکر شود که «جنرال» نام یک لوکوموتیو بخار است که اهمیت زیادی در وقایع فیلم دارد و چون «نام خاص» است، نباید ترجمه شود.